# Osmylus kisoensis
Osmylus kisoensis là một loài côn trùng trong họ Osmylidae thuộc bộ Neuroptera. Loài này được Iwata miêu tả năm 1928.